# Bolesław Utkin

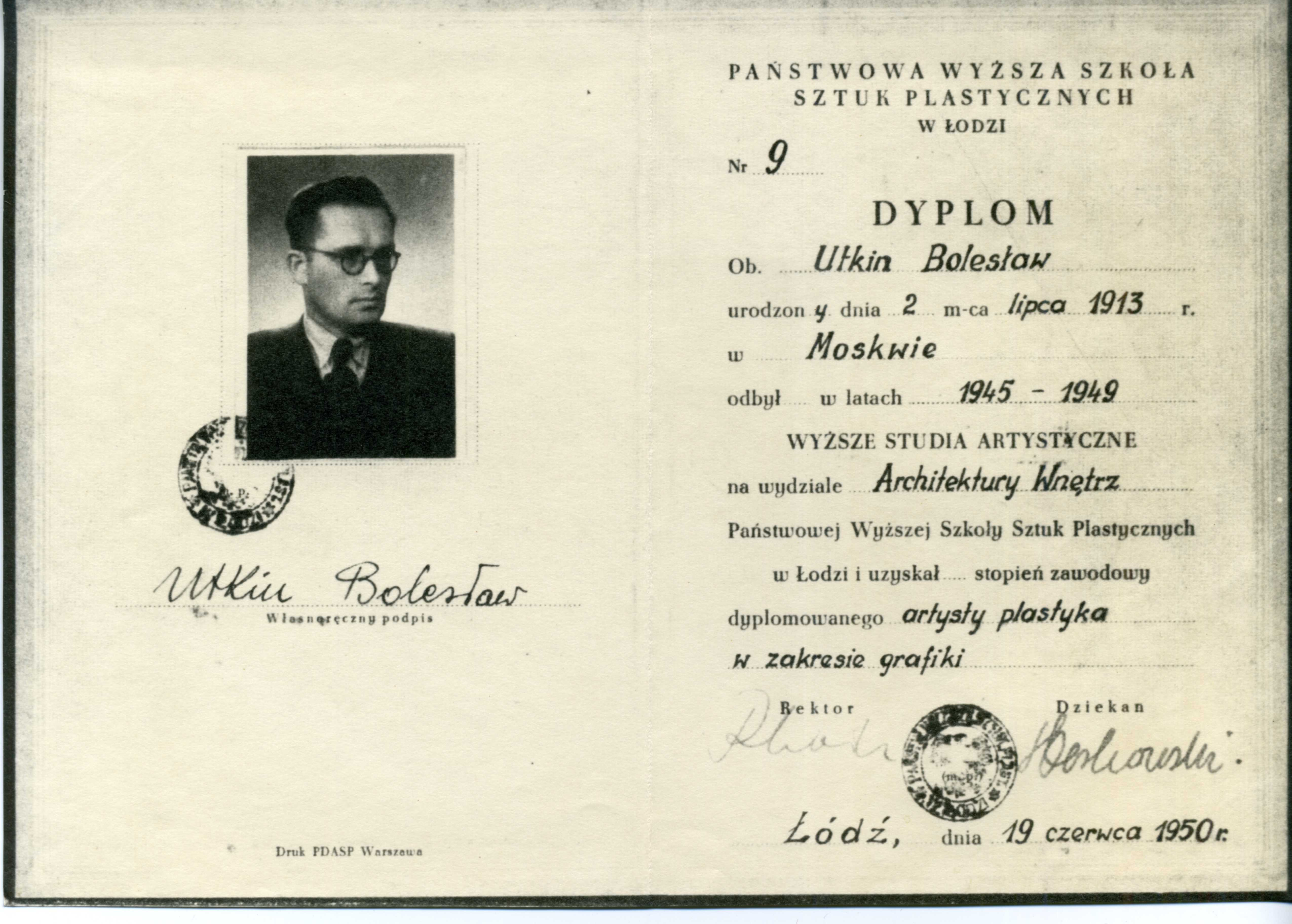
Bolesław Utkin – dyplom ukończenia PWSSP (numer 9)

Bolesław Utkin (ur. 19 czerwca?/2 lipca 1913 w Moskwie, zm. 19 sierpnia 1993 w Łodzi) – polski artysta plastyk, członek ZPAP.

## Życiorys
Bolesław Utkin urodził się w 1913 w Moskwie, a od 1914 związany był z Łodzią. Od 1930 zarabiał na życie jako malarz-dekorator w Teatrze Miejskim w Łodzi. Od 1931 uczył się Zawodowej Szkole Graficznej nr 10 w Łodzi, gdzie poznał Władysława Strzemińskiego i Katarzynę Kobro, z którymi po ukończeniu nauki w szkole w 1932 utrzymywał kontakty, współpracując w przygotowaniu wystawy prac grupy „a.r.”. Ich współpraca nasiliła się w 1945, kiedy to w związku z brakiem matury Utkin został wolnym słuchaczem Państwowej Wyższej Szkołę Sztuk Plastycznych w Łodzi, w której wykładał Strzemiński. W 1950, pomimo nałożonego zakazu nauczania na Strzemińskiego, Utkin wraz ze Stanisławem Fijałkowskim, Stefanem Krygierem, Jerzym Mackiewiczem i innymi studentami, spotykali się ze Strzemińskim poza szkołą,  w celu uczenia się od niego. W międzyczasie podjął pracę kierownika referatu dekoracyjnego w Państwowej Spółdzielni Spożywców w Łodzi, gdzie zatrudnił Strzemińskiego jako dekoratora. W tym samym roku uzyskał dyplom ukończenia PWSSP. Ponadto wraz ze Strzemińskim projektował plakaty i informacje wizualne. W latach 1949–1951 Utkin był nauczycielem rysunków w Szkole Przemysłowej Państwowych Zakładów Graficznych i Państwowym Technikum Graficznym dla Dorosłych w Łodzi oraz w latach 1950–1954 starszym asystentem w Państwowej Wyższej Szkole Filmowej w Łodzi.
Od połowy lat 50. zajmował się projektowaniem wnętrz – projektował wnętrza przemysłowe, biurowe i sklepowe oraz publikował artykuły w czasopismach artystycznych. W 1960 dokonał rekonstrukcji stworzonej przez Władysława Strzemińskiego Sali Neoplastycznej w Muzeum Sztuki w Łodzi, zniszczonej uprzednio przez przeciwników awangardy. Ponadto zaprojektował Małą Salę Neoplastyczną w której znalazły się prace Strzemińskiego. W latach 1970–1971 odtworzył zaginione rzeźby Kobro, powstałe w latach 20. XX w.
Artysta z reguły unikał prezentowania swoich prac szerszej publiczności. Brał udział w wystawie Klubu Młodych Artystów i Naukowców w Warszawie w 1948, prócz tego w Ogólnopolskiej Wystawie Malarstwa Kopernik – Kosmos w Muzeum Okręgowym w Toruniu na przełomie lat 1972/1973,  następnie w wystawach indywidualnych w 1978 w Zachęcie, jak również w 1980 w Galerii Bałuckiej, a także Biurze Wystaw Artystycznych w 1983 w Łodzi. W 2021 zorganizowano wystawę jego dzieł w Galerii Sztuki w Olsztynie.
Jego prace znajdują się w zbiorach Muzeum Sztuki w Łodzi.

### Życie prywatne
Żoną Bolesława Utkina była plastyczka – Zofia Święcicka (zm. 1985), z którą miał córkę Joannę Utkin (ur. 1949, profesor doktor habilitowaną nauk matematycznych) oraz syna Marka Utkina (ur. 1957, projektanta wzornictwa przemysłowego i pisarza).
Został pochowany wraz z żoną na cmentarzu Stare Powązki w Warszawie w grobie Ludwika Święcickiego (kw. 30 wpr.).

## Odznaczenia
- Honorowa Odznaka Miasta Łodzi (1983) – w dowód uznania długoletniej pracy, z okazji 50-lecia twórczości artystycznej[17]

## Twórczość
Bolesław Utkin był artystą awangardowym. Starał się nadawać swoim dziełom geometryczny i matematyczny porządek. W latach 30. i 40. XX w. malował głównie pejzaże.
W późniejszym okresie tworzył kompozycje geometryczne, w tym cykle:
- „Miasto” – kompozycje przedstawiające elementy planów urbanistycznych przenikających się z pejzażem miejskim, technika mieszana – olej na płótnie i materiały trójwymiarowe,
- „Morski” – przedstawiający dynamikę wiatru i fal,
- „Kości” – kompozycje opierające się na kształtach kości,
- „Kompozycje” – cykl nawiązujący do dzieł Strzemińskiego, w oparciu o autorskie reguły, stanowiące kilkadziesiąt trójwymiarowych prac, zgeometryzowanych reliefów, stworzonych przy użyciu tworzyw oraz marginalnym użyciem koloru[6].